# Theridion fungosum
Theridion fungosum är en spindelart som beskrevs av Eugen von Keyserling 1886. Theridion fungosum ingår i släktet Theridion och familjen klotspindlar. Inga underarter finns listade i Catalogue of Life.